# Vern Clark
Vern Clark, ameriški admiral, * 7. september 1944, Sioux City, Iowa.